# Phrynichus scaber
Phrynichus scaber är en spindeldjursart som först beskrevs av Paul Gervais 1844.  Phrynichus scaber ingår i släktet Phrynichus och familjen Phrynichidae. Inga underarter finns listade i Catalogue of Life.